# Annika Norlin

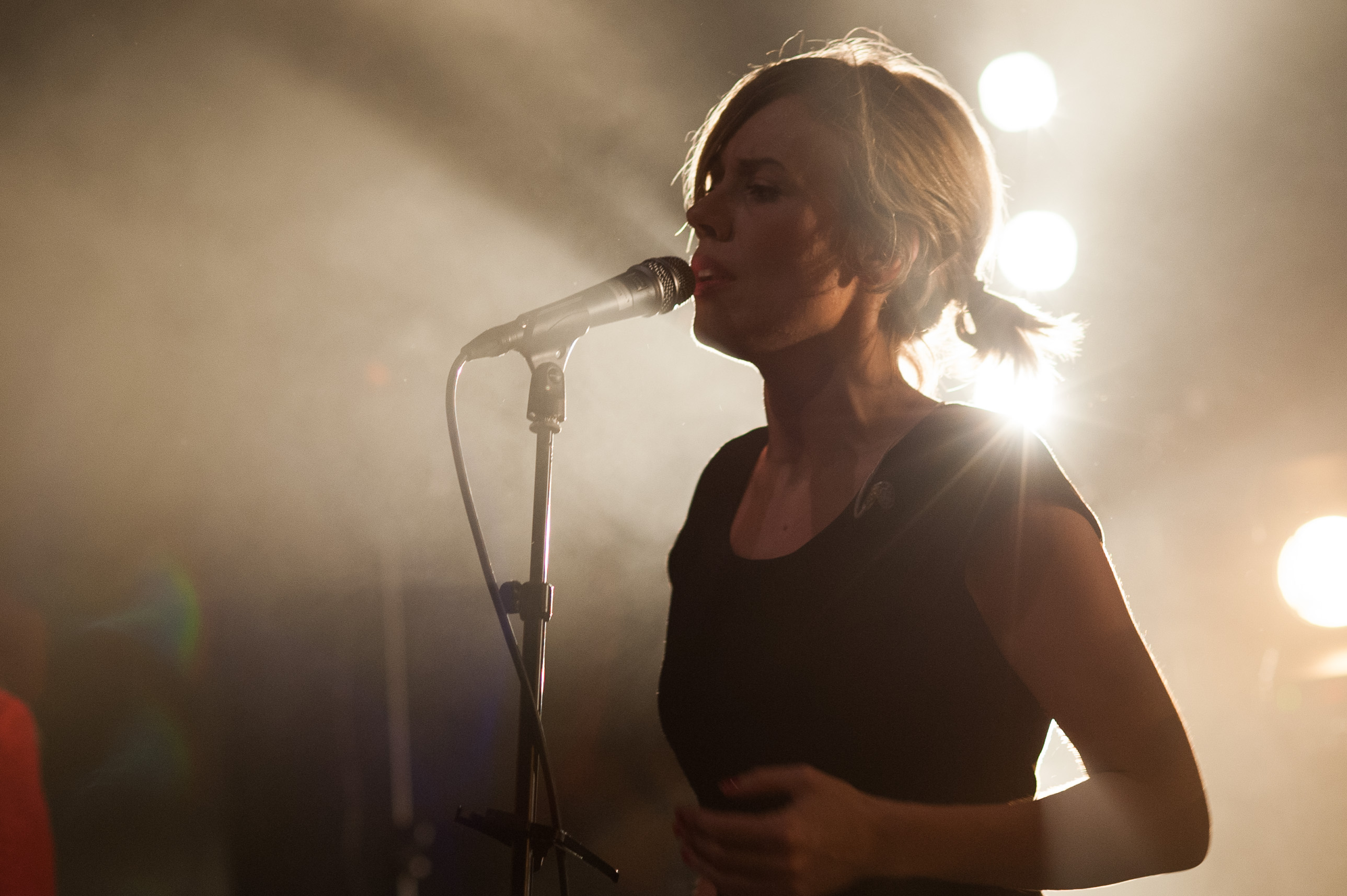
Annika Norlin uppträder på Kägelbanan på Mosebacke i Stockholm, december 2010.

Annika Ingrid Maria Norlin, född 22 november 1977 i Östersund, är en svensk sångare, låtskrivare, författare samt journalist som gett ut sin musik bland annat under artistnamnen Hello Saferide (på engelska) och Säkert! (på svenska). Mellan 2009 och juli 2024 bodde hon i Umeå, men nu bor hon i Stockholm. 2020 utgav hon novellsamlingen Jag ser allt du gör.

## Karriär
Innan musikkarriären arbetade Norlin som redaktör på Morgonpasset i P3 samt som journalist på bland annat Länstidningen i Östersund, Östersunds-Posten och Aftonbladet. Hon arbetade som programledare för P3 Live Session (före detta Musikjournalen Live) fram till februari 2008, då Markus Krunegård, som Säkert! också gjort duetten Det kommer bara leda till nåt ont med, tog över.
1 augusti 2008 och 8 augusti 2015 var Annika Norlin värd för Sommar i P1.
Hon läste tre och ett halvt år på psykologprogrammet vid Umeå universitet, men hoppade av studierna då det blev för svårt att kombinera med musikkarriären.

### Som musikartist
Hösten 2005 släpptes hennes debutalbum Introducing... Hello Saferide med bland annat låtar som "Highschool Stalker" och "My Best Friend". Året efter släpptes singeln 2006 som spelades vida på radio och följdes upp av The Quiz. I februari 2007 släpptes hennes svenskspråkiga debut under artistnamnet Säkert!. Första singeln var "Vi kommer att dö samtidigt". I slutet av 2007 samplade rapparen Petter hennes låt "Någon gång måste du bli själv" och fick därmed hitlåten "Logiskt". Första singeln blev dessutom redan inom en månads tid omgjord till engelska av den svenska gruppen The Animal Five. 
I september 2008 släpptes Hello Saferides andra album More Modern Short Stories from Hello Saferide. Den 9 december samma år blev Norlin första artist att tilldelas Magasinet Novells pris för musiker med ett utpräglat berättande i sina texter. Hon vann priset för låten "25 days".
Den 15 september 2010 släpptes hennes andra album på svenska, Facit, även det producerat av Henrik Oja. Den 3 september 2014 släpptes hennes tredje album på engelska, The Fox, The Hunter and Hello Saferide.
År 2014 gav hon ut boken Texter under eget namn. Boken innehåller texter till samtliga skivor med Säkert och Hello Saferide (utom Säkert på engelska), plus ytterligare en del tidigare outgivna texter.
År 2015 deltog hon i SVT:s Jills veranda.
År 2017 gav hon ut albumet Däggdjur. Där sjungs flera av låtarna av andra musiker, inklusive Jakob Hellman, Ola Klüft från The Perishers och Emil Svanängen (Loney Dear). Samma år spelade hon in fotbollslåten "Rött och svart pumpar hjärtat", en hyllningslåt till Östersunds FK, med körsång av medlemmar från deras supporterklubb Falkarna. Låten blev snabbt fotbollslagets inmarschlåt.
År 2018 påbörjade Annika Norlin och Jens Lekman samarbetet Correspondence. Norlin och Lekman kommunicerar med varandra genom sånger, en låt var varannan månad. Hon mottog Taubestipendiet samma år.
I oktober 2021 gav Annika Norlin för första gången ut musik i eget namn med dubbelsingeln "Hydra"/"Pengar"; låten "Hydra" är skriven på engelska, "Pengar" är på svenska. Den 19 november 2021 släpptes ännu en dubbelsingel med låtarna "Darkest Shade of Dark"/"Den sista". Låten "Den sista" är en duett med Mattias Alkberg. Singlarna fanns sedan med på albumet Mentor som hon släppte 2022 under egna namnet. 
I januari 2023 mottog Annika Norlin Orusts stora Evert Taube-pris för 2022. Prissumman på 50 000 kronor delas ut till lyriker som skriver i Evert Taubes anda. Samma år släppte hon EP:n Flyttblock tillsammans med dirigenten och kompositören Jonas Nydesjö och Gävle symfoniorkester. EP:n innehåller fem låtar, både nyskrivna och äldre, framförda under konsert. Norlin och Nydesjö har även tidigare samarbetat när han arrangerat hennes musik för bland annat Malmö symfoniorkester.
I februari 2024 släppte Norlin singeln "Jag hänger kvar" tillsammans med producenten Jonas Teglund. Singeln finns med på albumet En tid att riva sönder som släpptes 19 april detta år. Norlin har skrivit albumets texter och delar av musiken. Teglund har skrivit andra halvan av musiken och spelar de flesta instrumenten.

### Som författare
År 2010 kom hennes novell Balthoran på delad andraplats i tävlingen "Umeå novellpris". År 2014 gav hon ut boken Texter under eget namn. Boken innehåller texter till samtliga skivor med Säkert och Hello Saferide (utom Säkert på engelska), plus ytterligare en del tidigare outgivna texter.
Annika Norlins skönlitterära debut, novellsamlingen Jag ser allt du gör, utkom i mars 2020 och nominerades samma år till Augustpriset. Novellsamlingen nominerades även till Borås Tidnings debutantpris 2021. Samma år mottog hon Karin Boyes litterära pris.
År 2023 utkom hon med sin debutroman Stacken på Weyler förlag. Inspirationen till boken kom när Norlins hus invaderades av svartmyror. Romanen handlar om gruppdynamik och skildrar en grupp av människor som alla, av olika anledningar, tagit ett kliv bort från samhället och bosatt sig någonstans i Norrlands inland. Stacken mötte mycket god kritik och Norlin tilldelades bland annat Sveriges Radios romanpris och Sveriges Radios romanpris för den.

## Artistnamnen
Projektnamnet Hello Saferide är taget från Norlins tid som utbytesstudent i USA. För att skydda eleverna från gatuvåldet tillhandahöll hennes skola en taxitjänst som kallades "Saferide" och varje gång man ringde dem så svarade de "Hello Saferide":
| ”                                                      | Jag kallade mig för Hello Saferide efter taxiservicen i skolan jag gick på en gång i Willimantic i USA. Willimantic var värsta heroinstaden, man fick inte gå ut själv om kvällarna: för att få komma till Walmart och köpa chips fick man ringa till Saferide och då svarade chauffören, en kille som hette James som läspade alldeles enormt mycket: – Hello Saferide! | „ |
| – Annika Norlin, Hello Saferides webbplats, april 2005 | |   |

Hennes svenska projektnamn, Säkert!, är enligt henne själv en översättning av östersundsmålets "läju" (lär ju), som är en lokal variant av det ironiska "eller hur?!" (på engelska sure), eller helt enkelt "säkert" som svar på ett överdrivet eller direkt lögnaktigt påstående.

## Diskografi

### Hello Saferide

#### Album
- 2005 – Introducing...Hello Saferide
- 2006 – Introducing... Hello Saferide (vinyl med The Quiz som bonusspår)
- 2008 – More Modern Short Stories from Hello Saferide
- 2014 – The Fox, The Hunter and Hello Saferide

#### EP
- 2006 – Long Lost Penpal
- 2006 – Would You Let Me Play This EP 10 Times a Day?

#### Singlar
- 2005 – My Best Friend
- 2005 – If I Don't Write This Song Someone I Love Will Die
- 2007 – I Was Definitely Made for These Times / The Quiz
- 2008 – Anna
- 2009 – Arjeplog
- 2014 – I Was Jesus

#### Del i samling
- 2004 – Jeans & Summer 2, spår 5: Highschool Stalker
- 2005 – Jeans & Cover, spår 5: Teen Line (cover)
- 2006 – Oh No It's Christmas Vol. 1, spår 2: '"iPod X-mas"
- 2008 – There's A Razzia Going On vol 1, spår 1: "I Was Definitely Made for These Times"
- 2009 – There's A Razzia Going On vol 2, spår 1: "I Fold"

### Säkert!

#### Album
- 2007 – Säkert!
- 2010 – Facit
- 2011 – Säkert! på engelska
- 2017 – Däggdjur

#### EP
- 2018 – Arktiska oceanen (EP)

#### Singlar
- 2007 – Vi kommer att dö samtidigt
- 2007 – Allt som är ditt
- 2010 – Fredrik
- 2010 – Dansa, fastän

### I eget namn

#### Album
- 2022 – Mentor

#### Singlar
- 2021 – Hydra/Pengar
- 2021 – Darkest Shade of Dark/Den sista

#### Del i samling
- 2007 – Poem, ballader och lite blues – Återbesöket, spår 2: Generalens visa
- 2008 – There's A Razzia Going On vol 1, spår 8: 3 Månader sen idag
- 2009 – Retur Waxholm, spår 3: Jag vill inte suddas ut
- 2009 – There's A Razzia Going On vol 2, spår 10: Min hemstad
- 2017 – Annika Norlin feat. Falkarna: Rött & svart pumpar hjärtat

#### Samarbetsalbum
- 2019 – Correspondence med Jens Lekman
- 2023 – Flyttblock EP med Jonas Nydesjö och Gävle symfoniorkester
- 2024 – En tid att riva sönder med Jonas Teglund

## Priser och utmärkelser
- 2007
  - Grammis – Årets kvinnliga artist[27]
  - Grammis – Årets textförfattare[27]
  - P3 Guld – Årets kvinnliga artist[28]
- 2008
  - Ulla Billquist-stipendiet[29]
  - Novellpriset – Årets Novellprisvinnare[30]
  - Grammis – Årets textförfattare[27]
- 2010
  - Umeå novellpris – delat andrapris[31]
- 2018
  - Grammis – Årets alternativa pop[32]
  - Evert Taube-stipendiet[33]
  - Musikförläggarnas pris, årets textförfattare[34]
- 2019
  - Grammis – Årets hållbara artist[35]
  - Sveriges Radios novellpris för novellen Mattan[36]
- 2020
  - Adlibrispriset för Jag ser allt du gör
- 2021
  - Karin Boyes litterära pris till en författare som gett ut ett verk "i Karin Boyes anda".
- 2022
  - Orusts stora Evert Taube-pris[37]
- 2024
  - Sveriges Radios romanpris för Stacken
  - Tidningen Vi:s litteraturpris för 2023[38]
  - Musikförläggarnas pris, årets textförfattare[39]